# Lángos
A lángos a magyar konyha hagyományos, lágy kelt tésztából készülő, sült lepény. Az élesztőt kevés cukorral és langyos tejjel felfuttatják, majd hozzágyúrják a lisztet, sót, langyos vizet és egy kevés olajat. Egyes feltételezések szerint egyéb ételekkel együtt a lángos is a török hódoltság idején került a magyar konyhákba, mások szerint ókori római az eredete. Otthon is készíthető, de főként piacokon, strandokon, szabadtéri rendezvényeken és gyorsbüfékben árulják. Önmagában, vagy többféle ízesítéssel kínálják, legjellemzőbb a fokhagymás-mártás, a sajtos, a tejfölös, a sajtos-tejfölös, kolbászos, Békéscsaba környékén a juhtúrós kivitel.
Ha magyar vagy, a lángos (ejtsd: LAHN-gauche) a nyár íze, a szárazföldtől körülvett ország lakosai által magyar tengernek hívott, 50 mérföld hosszú Balatonra néző pázsiton eltöltött napoké. Ha nem vagy magyar, a lángost tévedésből egy kicsi, hiányos pizzának nézheted és dúsabb örömök reményében ki is hagyhatod. Kár lenne.
A zsiradékban sült lángos csak rövid ideig őrzi meg minőségét, sütés után azonnal fogyasztandó. Magas szénhidrát-, zsír-, só- és energiatartalma miatt nem tekinthető egészséges tápláléknak. Ennek ellenére népszerűsége fokozódik világszerte.

## Története

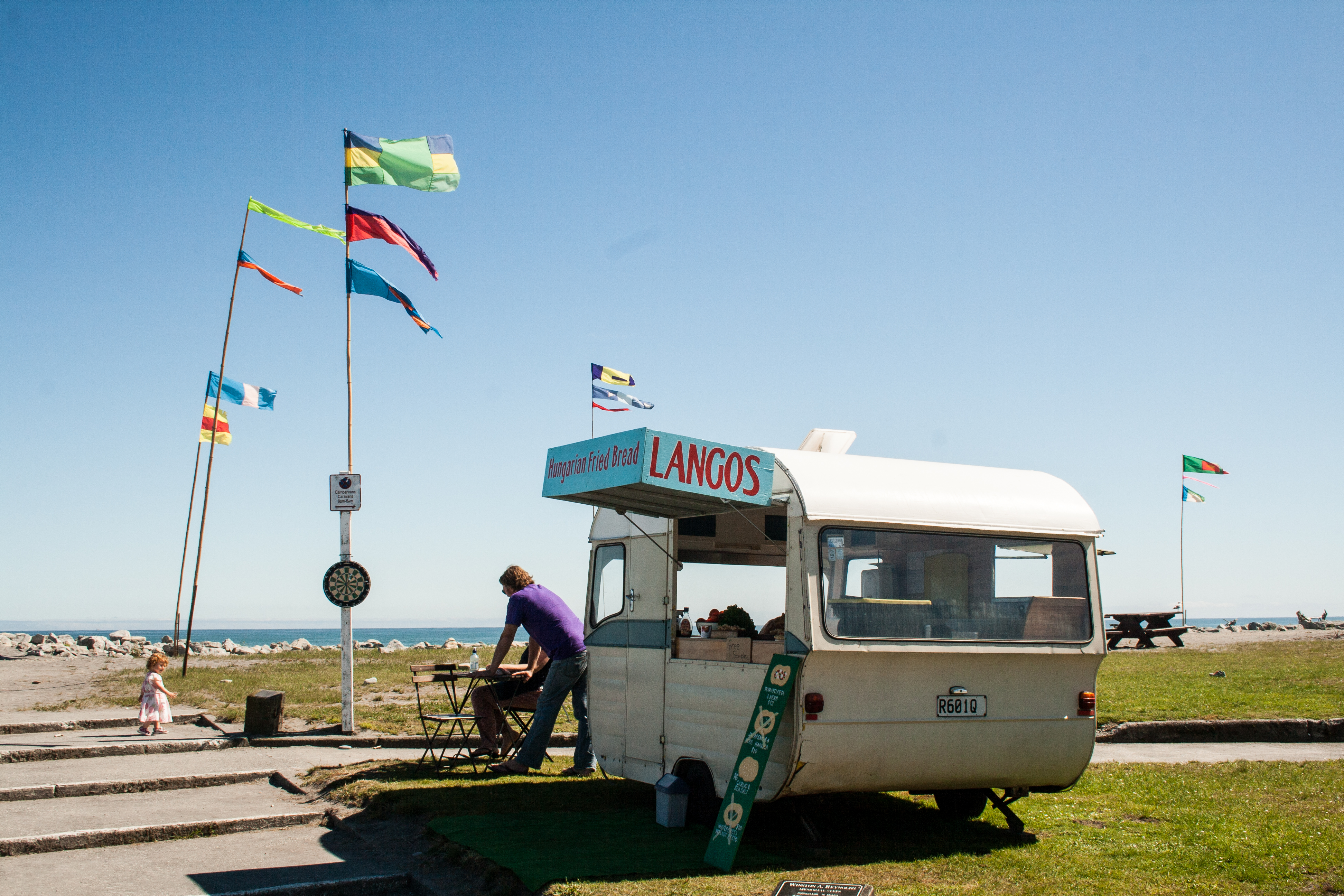
Nem-magyar vállalkozó magyarlángos-sütője az új-zélandi tengerparton

A lángos, langal(l)ó vagy  kenyérlepény valószínűleg a kenyérrel egyidőben keletkezett, hiszen a kenyér dagasztására használt teknő kaparékából az is kenyértésztából készült. Neve a láng szóból eredeztethető. A lángosokat a kemence elülső részében sütötték. A kenyértészta dagasztóteknőben készült és az oldalára tapadt kenyértészta maradékaiból lapos lepényeket formáztak, és a kenyérsütés után a még parázsló kemencében megsütötték. Kenyeret a régiek általában 5-7 naponta sütöttek, aminek az volt az oka, hogy a kemence felfűtéséhez rengeteg értékes tüzelőre van szükség és maga a kenyértészta dagasztása is több órás művelet. Éppen ezért a kenyérsütés reggelén lángost ettek, később és másnap kisebb cipókat, míg a sokszor 3-5 kilós kenyereket csak másod- vagy harmadnap vágták fel. Főleg az ország délnyugati részén a jobb módúak hagymával és szalonnával megrakva is sütötték, ami a mai kenyérlángos ihletője volt. Keleten inkább magában, tejföllel vagy lekvárral ették, később az ipari cukor megjelenése után (főleg a gyerekek) édesen is. A mezőgazdaság modernizálásával az átalakult vidéki társadalomban az otthoni kenyérsütés hagyománya eltűnt, helyét a sütőipar és az iparilag előállított kenyér vette át. A zsiradékban sütött lángos az ötvenes évek végén jelent meg, főként kisiparosok kínálatában. Igazán népszerűvé a hetvenes években vált.
Magyarországon, és magyarlakta vidékeken az utcai árusok egyik jellegzetes terméke. Ausztriai vidámparkokban is kapható. Magyar hatásra terjedt el ott és Csehországban. A bécsi Práterben gyakran látni a helyi lakosokat lángost majszolni. A hagyományos  kenyérlángoson kívül (ami liszttel, élesztővel és vízzel készül) krumplislángos is készíthető, amit nyers, reszelt burgonyával vagy krumplinyomón átnyomott főtt krumplival is készítenek. Újabban világszerte terjed, már Ausztráliában és Új-Zélandon is ismerik és árulják.

## Elkészítése

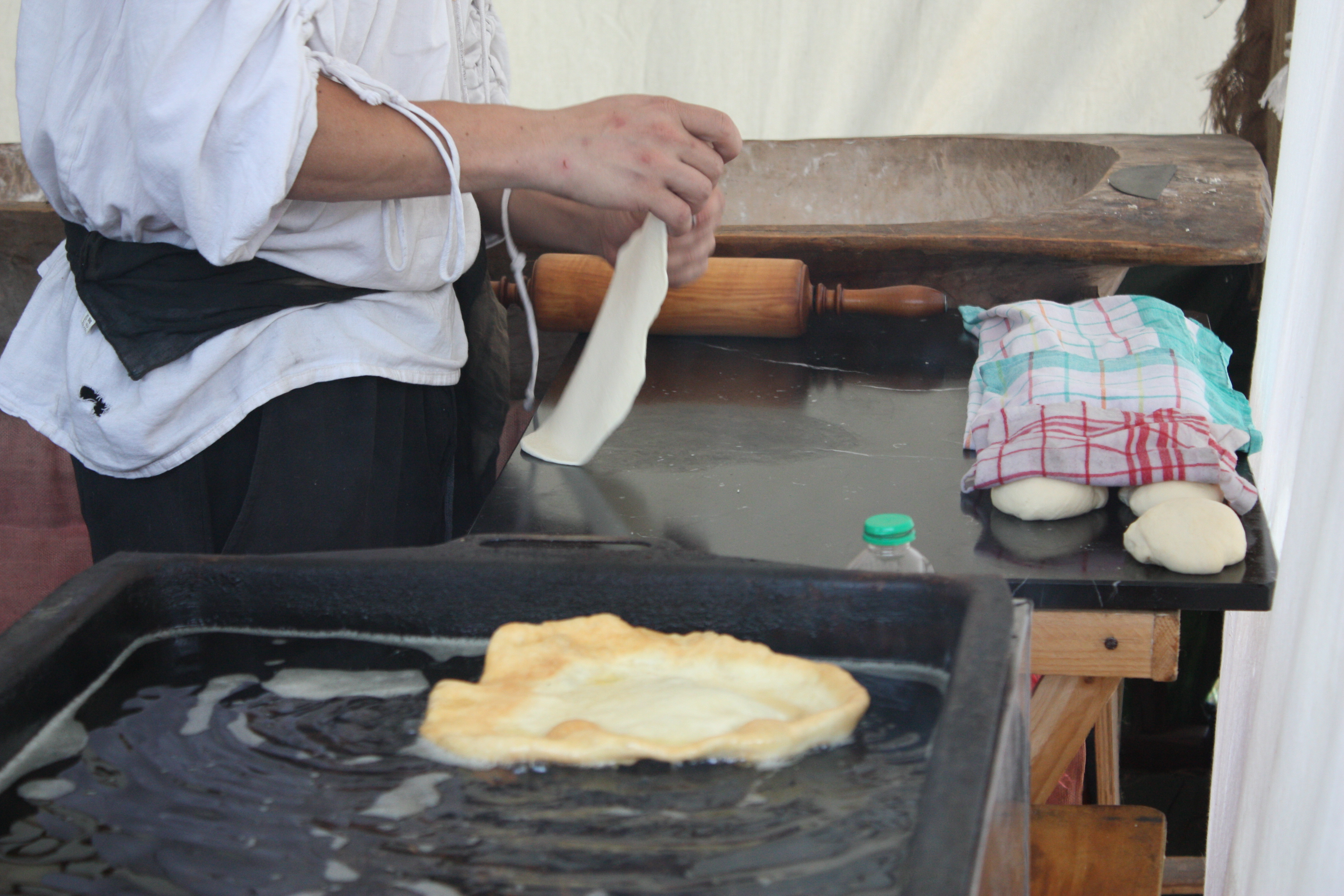
Lángos sütése

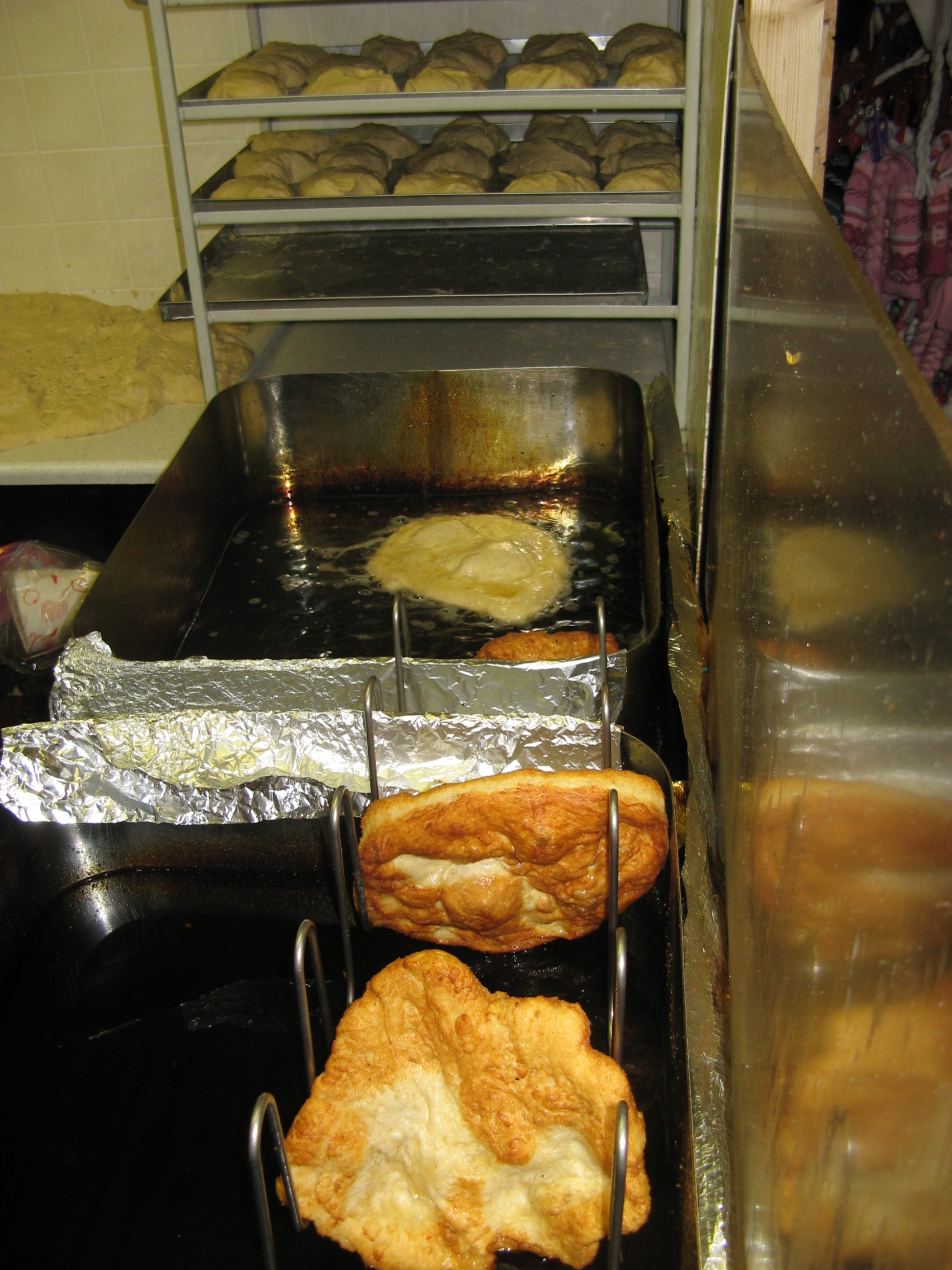
Lángos nyersen, sütés közben és készre sütve

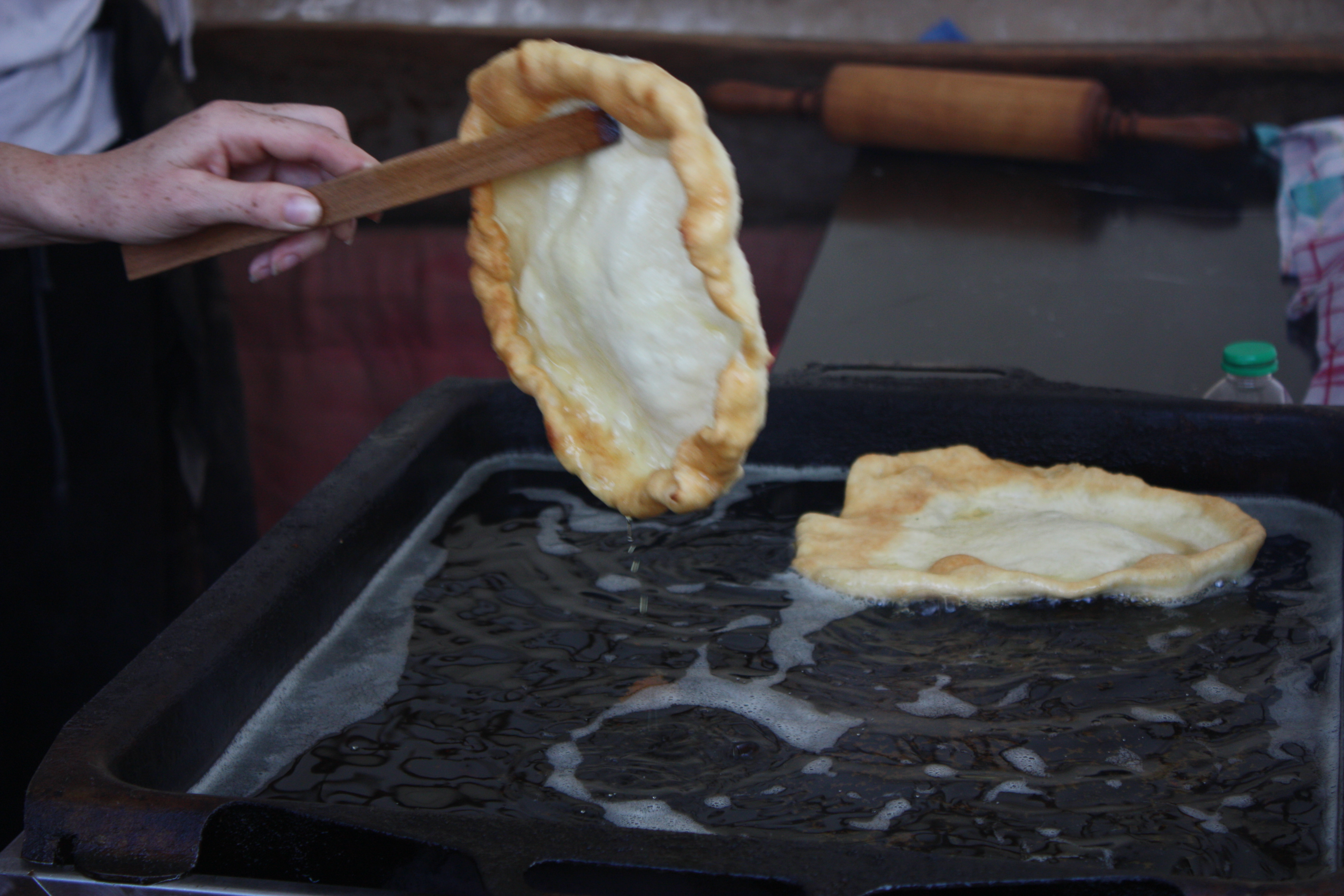
Kisült lángos kiszedése a forró olajból

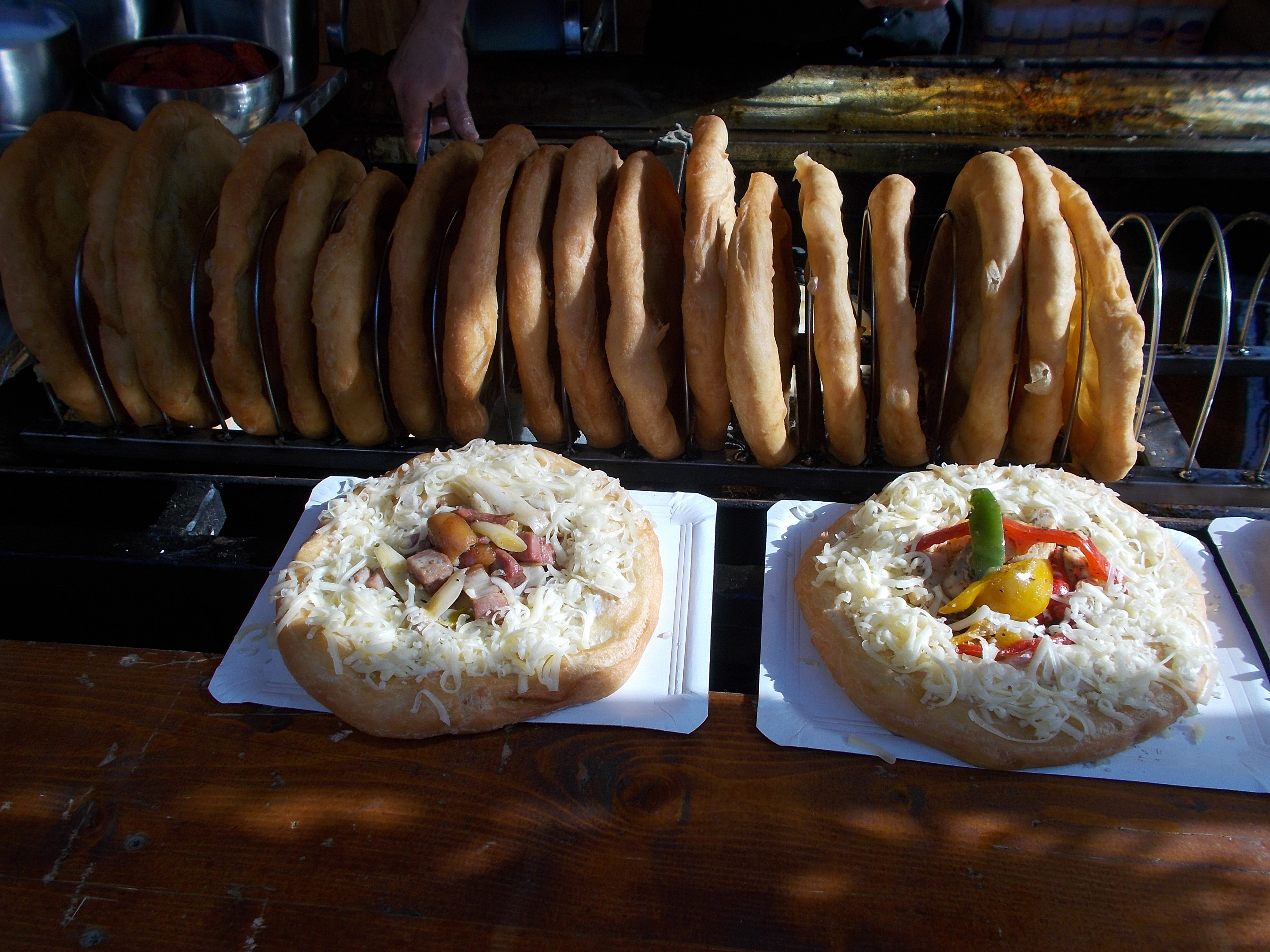
Húsos lángosok a lipótvárosi Mangalica fesztiválon, 2016

Az élesztőt a tejben megfuttatják egy csipet cukorral. A lisztbe teszik a kovászt, az olajat, és langyos sós tejjel lágyabb tésztát dagasztanak. A tetejét meghintik liszttel, ruhával letakarják, kb. 1 órát kelesztik. Ha már kétszeresére megkelt, tenyérnyi darabokra vékonyan kihúzzák, forró olajban, de lassú lángon sütik, először az egyik, majd a másik oldaláról. Hideg olajba soha nem szabad tenni, mert megszívja magát vele. A kisült lángosokat kiszedik, lecsöpögtetik, esetleg még papírtörlőre is teszik. Önmagában, vagy különféle előre elkészített feltétekkel (pl. reszelt sajt, tejföl, fokhagyma) ízesítve fogyasztható. Ideiglenes piacokon, utcai büfékben, nyári fesztiválokon gyakran tej és cukor nélküli egyszerűbb változatot készítenek kizárólag liszt, élesztő, só és víz felhasználásával amelyet "piacos" lángosnak neveznek.

## Fajtái
Régebben kenyértésztából készült a lepény alakúra formált lángos, amelyet tejföllel ízesítettek faluhelyen. A lángosokat a kemenceszáj közelében vetették be, mert félórai sütés is elegendő volt és onnan könnyebben ki tudták szedni. A kenyérsütés napján a háziak kedvelt reggeli eledele volt.
A később klasszikussá vált, bő zsírban sütött piaci lángost csak sóval szórták meg a kisütés után. Kínáltak hozzá lereszelt fokhagyma, kevés víz, só felhasználásával készült mártást is, ami kísértetiesen hasonlít az Erdélyben elterjedt román muzsdéj egyik változatára és bár közvetlen bizonyíték nincsen rá, lehetséges, hogy innen származik. Szélesebb körben a városokban a hetvenes évek végén – a nyolcvanas évek elején terjedtek el a tejfölös, reszelt sajtos változatok, majd még később az extra feltétek. A kész lángost gyakorlatilag bármivel lehet társítani. A pizzával és melegszendviccsel ellentétben a lángos a feltétet mindig a kisülés után kapja.
Mára kevésbé ismert változata, ahol az ízesítőanyagot a tésztába keverik, majd azzal együtt sütik ki. Ilyen például az apróra vágott párolt káposztával kevert, borssal ízesített káposztás lángos, mely főleg a hetvenes években volt népszerű.
Néhány gyakoribb változat: 
- natúr
- sós
- fokhagymás
- tejfölös
- sajtos
- sajtos-tejfölös
- gombás
- húsos
- juhtúrós
- káposztás
- kefires
- kolbászos
- kukoricás
- lecsós
- rántottás
- tojásos
- túrós
- lekváros
- porcukros
- velővel töltött
- virslivel töltött
- sonkával-gombával-sajttal töltött
- vegetáriánus
- padlizsános
- paradicsomos

## Lángoshoz hasonló ételek

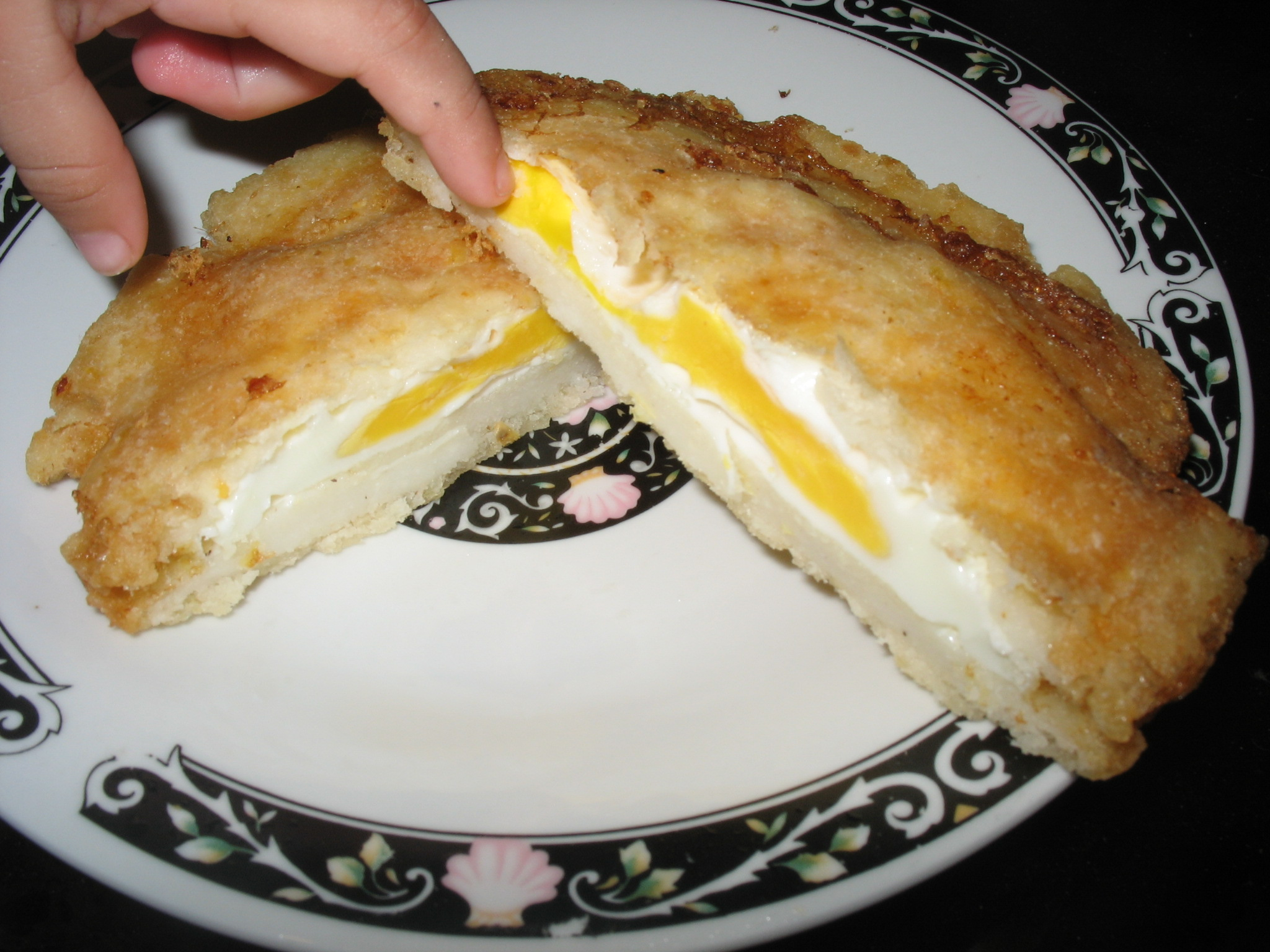
Arepas

- Pizza Fritta Főként a Lazio és Avellino (Olaszország) tartományi változata hasonlít a lángosra. A nápolyi verziót töltik.
- BeaverTail vagy Queue de Castor Egy hódfarok alakú, olajban kisütött tészta Kanadából.
- Inuit bannock A Kanada északi területein élő Inuitok által  bő zsiradékban sütött lapos kenyérféle.
- Buñuelo Az Ibériai-félszigeten elterjedt, bő zsírban sült élesztős tészta.
- Frybread A lángossal azonos navaho étel.
- Fry jack Egy tradicionálisan reggelire fogyasztott belízi lángosféle.
- Kiachl A Tirolban készített változatot sósan párolt savanyú-káposztával, édesen vörösáfonya-dzsemmel fogyasztják.
- Knieküchle Frank lángosféle észak-Bajorországból, melyet édesen és sósan is fogyasztanak.
- Lihapiirakka Darált hússal és rizzsel töltött lángosféle Finnországból.
- Lörtsy Finn, hússal vagy édesen, almával töltött, bő zsírban sült félkör alakú tészta.
- Panzerotto Töltött, olajban sütött pizzatészta Puglia (Olaszország) régióból.
- Pasztecik Lengyel, bő zsírban sütött tészta darált marhahússal, vagy savanyú-káposztával és gombával töltve. Szczecini specialitás.
- Vetkoek A töltött-lángos Dél-Afrikai változata.
- Arepas: a lángostól sok mindenben eltérő hagyományos venezuelai kerek, lapos, olajban kisütött lepény, kukoricadarából készül. Sonkával, sajttal, hússal töltve szendvicsként fogyasztják.
- Lokma török sült édes vagy sós lapított tésztagolyók

## Lángosreceptek a szakácskönyvekben
- Lángos oldal

## A lángos az irodalomban
- Egyetlen lángos kedvéért merül fel a vízfelszín alól a tengeralattjárójával 2014 nyarán, a révfülöpi kikötőben Danyilo Szemjonovics Poszugyin kapitány, az 1944-es tengeralattjáró-csaták egyik legendás alakja, Fehér Béla Tengeralattjáró Révfülöpön című humoreszkjében.